# آمانا (حوزه سرشماری)، آیووا
آمانا (به انگلیسی: Amana) یک منطقهٔ مسکونی در ایالات متحده آمریکا است که در Lenox Township واقع شده‌است. آمانا ۲٫۹۲ کیلومتر مربع مساحت و ۴۴۲ نفر جمعیت دارد و ۲۲۴٫۰۳ متر بالاتر از سطح دریا واقع شده‌است.